# (35858) 1999 JZ65
1999 JZ65 (asteroide 35858) é um asteroide da cintura principal. Possui uma excentricidade de 0.22184110 e uma inclinação de 1.70311º.
Este asteroide foi descoberto no dia 12 de maio de 1999 por LINEAR em Socorro.